# Журавець піренейський
{{#ifeq:0|0|{{#if:|{{#if:Geraniumpyrenaicum|[[]}}|}}}}
Журавець піренейський, герань піренейська (Geranium pyrenaicum) — вид рослин з родини геранієві (Geraniaceae), поширений у північно-західній Африці, більшій частині Європи, західній Азії.

## Опис
Багаторічна або дворічна рослина 20–60 см. Рослина з короткими висхідними кореневищами і довгими тонкими веретеноподібними коренями. Листки в контурі округло-ниркоподібні. Чашолистки коротко загострені, густо-залізисті й коротко-волосисті, під час цвітіння розпростерті. Пелюстки 7–11 мм довжиною, обернено-серцеподібні, глибоко-виїмчасті, червонувато-фіолетові. Стулки плодів гладкі, притиснуто запушені, носик коротко притиснуто запушене, блискучий.

## Поширення
Поширений у північно-західній Африці, більшій частині Європи, західній Азії; натуралізований на півночі Європи, у Канаді й США.
В Україні вид зростає у лісах, на узліссях, у чагарниках та інших тінистих місцях — на всій території, але найчастіше на заході і в гірському Криму.